# 2024 en Iran
Cette page concerne des événements qui se sont produits durant l'année 2024 du calendrier grégorien en Iran.

## Événements

### Janvier
- 1er janvier : L'Iran rejoint officiellement le groupe des BRICS[1].
- 3 janvier : 91 personnes sont tuées dans deux attentats à la bombe à Kerman, lors d'une cérémonie marquant l'assassinat de Qassem Soleimani[2].
- 11 janvier : La marine iranienne prend le contrôle du pétrolier civil St Nikolas (en), battant pavillon des Îles Marshall, contrôlé par les États-Unis et exploité par la Grèce[3].
- 15 janvier : Le Corps des gardiens de la révolution islamique (CGRI) tue quatre personnes et en blesse cinq autres lors d'une attaque de missiles balistiques et de drones sur Erbil, dans la région du Kurdistan, en Irak. Le CGRI affirme également avoir lancé un missile sur une cible dans le gouvernorat d'Alep, en Syrie[4].
- 16 janvier :
  - Le gouvernement iranien prolonge de 12 ans la peine de prison du prix Nobel Narges Mohammadi pour "diffusion de propagande"[5].
  - L'Iran lance une attaque de missiles au Pakistan, ciblant ce qu'il décrit comme des sites terroristes. Le Pakistan qualifie cette action de « violation non provoquée » de son espace aérien, entraînant la mort de deux enfants et trois blessés[6].
- 17 janvier : Le Pakistan rappelle son ambassadeur en Iran en réponse à l'attaque de missiles sur son territoire qui a tué deux civils[7].
- 18 janvier : Opération Marg Bar Sarmachar (en).

### Mars
- 1er mars : élections législatives et élections à l'Assemblée des experts.

### Avril
- 4 avril : onze personnes et cinq gardiens de la révolution sont tués au Sistan-Baloutchistan. par des membres de Jaish ul-Adl, un groupe séparatistes du Baloutchistan[8].
- 13 et 14 avril : attaque militaire par l'Iran contre Israël.
- 19 avril : frappes israéliennes contre l'Iran.

### Mai
- 10 mai : élections législatives (2e tour).
- 19 mai : le président Ebrahim Raïssi meurt dans un accident d'hélicoptère.

### Juin
- 28 juin : élection présidentielle (1er tour).

### Juillet
- 5 juillet : élection présidentielle (2e tour), remportée par Massoud Pezeshkian.
- 30 juillet : Masoud Pezeshkian est officiellement nommé président.
- 31 juillet : assassinat d'Ismaël Haniyeh à Téhéran.

### Août
- 7 août : 29 personnes sont pendues, dont 26 lors d’une exécution collective[9].

### Septembre
- 22 septembre : un accident dans une mine de charbon à Tabas fait un minimum de 51 tués[10].

### Octobre
- 1er octobre : l'Iran mène une attaque vers Israël en utilisant plus de 200 engins balistiques vers plusieurs cibles en représailles de la mort de Hassan Nasrallah et Ismaïl Haniyeh.
- 26 octobre : frappes israéliennes en réponse à l'attaque du 1er octobre.

### Novembre
- 2 novembre : la jeune étudiante activiste, Ahou Daryaei, finit de s'ôter partiellement le reste de vêtements qu'une milice paramilitaire, selon des témoins, avait déjà commencé à déchirer lors d'une altercation pour « tenue non conforme » . Elle devient un symbole de résistance important du mouvement Femme, Vie, Liberté en Iran.

## Décès
- 1er janvier : Camila Batmanghelidjh (en), 61 ans, dirigeante d'une association caritative irano-belge, fondatrice de Kids Company (en)[11].
- 23 janvier : Mohammad Ghobadlou, 23 ans, militant politique.
- 28 janvier : Abdolnabi Namazi (en), 75-76 ans, religieux et homme politique chiite duodécimain, procureur général (2001-2004) et membre de l'Assemblée des experts (depuis 1990).
- 19 mai : 
  - Ebrahim Raïssi,  63 ans, président de l'Iran (2021-2024).
  - Hossein Amir Abdollahian, 60 ans, ministre des Affaires étrangères de l'Iran (2021-2024).
  - Malek Rahmati, gouverneur général de la province de l'Azerbaïdjan oriental (2024).
  - Mohammad Ali Ale-Hashem (en), 61-62 ans, représentant du guide de la Révolution dans la province de l'Azerbaïdjan oriental (2017-2024)